# Sarilumab
Sarilumab (trgovački naziv Kevzara) je humano monoklonsko antitelo ili biološki lek protiv interleukin-6 receptora, koji se može primeniti u lečenju  reumatoidnog artritisa.

## Registracija leka
Farmaceutske kompanije Regeneron (Regeneron Pharmaceuticals) i Sanofi razvili su i stavili u promet sarilumab kao lek za lečenje reumatoidnog artritisa (RA)  tokom 2017. godine nakon što su za to dobili odobrenje Američke agencije za lekove FDA 22. maja 2017. i odobrenje Evropske agencije za lekove 23. juna 2017.

## Indikacije
Sarilumab je primarno namenjen za lečenje umerenog do teškog aktivnog reumatoidnog artritisa kod pacijenata koji nisu reagovali na konvencionalno lečenje ili su pokazali toleranciju. 
Lek se može koristiti samostalno ili u kombinaciji sa metotreksatom ili drugim antireumatskim lekovima koji modifikuju bolest (DMARDs).

## Kontraindikacije
U Evropi je sarilumab kontraindikovan kod ljudi sa aktivnim i teškim infekcijama. Iako ova kontraindikacija nije navedena u odobrenju FDA u SAD-a, postoji upozorenje koje preporučuje testiranje na latentnu tuberkulozu pre lečenja i praćenje eventualnih znakova infekcije tokom terapije sarilumabom.

## Neželjena dejstva
MONARCH ispitivanje navelo je značajno veću učestalost neutropenije kod pacijenata koji su primali 200 mg sarilumaba svake 2 nedelje, u poređenju sa pacijentima koji su lečeni adalimumabom (13,6% u odnosu na 0,5%). Međutim, stopa infekcije bila je slična u obe grupe (28,8% u odnosu na 27,7%).
Drugi uobičajeni neželjeni efekti koji su se pojavili kod 1% do 10% pacijenata uključuju:
- trombocitopeniju (nizak broj trombocita),
- infekciju gornjih disajnih puteva
- infekciju mokraćovoda,
- oralni herpes,
- hiperlipidemiju,
- lokalnu reakciju na mestu ubrizgavanja.[3]

## Klinička ispitivanja

### Reumatoidni artritis
- 15. maja 2013. godine, farmaceutske kompanije Regeneron (Regeneron Pharmaceuticals) i Sanofi prvi put su objavile da počinju drugu vazu ispitivanja leka za reumatoidni artritis, u kojoj su već bili registrovani prvi pacijenti.[6]
- Juna 2015., sprovedan je treća faze istraživanja (sa metotreksatom) za lečenje reumatoidnog artritisa, i da lek ispunjava tri koprimarne krajnje tačke.[7]
- Novembra 2015. objavljeni su dobri rezultati istraživanja.[8]

- Novembra 2016.,objevljeni su rezultati treće faze ispitivanja, u kojima je nakon upoređenja  sarilimaba sa adalimumabom (anti-TNF), utvrđeno da je sarilumab superiornan u smanjenju simptoma kod pacijenata sa reumatoidnim artritisom nakon 24 nedelje.[5]

### Sarkoidoza zavisna od glukokortikoida
- Jula 2019. godine pokrenuto je višestruko ispitivanje kako bi se proučila primena Sarilumaba u lečenju pacijenata sa Sarkoidozom zavisnom od glukokortikoida".[9]

### COVID-19
Farmaceutska kuća Regeneron, kada je u februaru 2020. najavila partnerstvo sa američkim Ministarstvom zdravlja i ljudskih usluga u razvoju lečenja koronavirusa, izjavila je da će istraživanja usredsrediti na monoklonska antitiela.
Potom su Sanofi i Regeneron objavili 17. marta 2020. godine da započinju testiranje Sarilumaba (Kavazara) kao leka za lečenje bolesti izazvane koronavirusom. Kompanije predviđaju da će u toku ispitivanje testirati lek kod oko 400 pacijenata obolelik od virusa COVID-19.

## Spoljašnje veze
|  | Molimo Vas, obratite pažnju na važno upozorenje u vezi sa temama iz oblasti medicine (zdravlja). |